# Бадир, Валид
Валид Бадир (ивр. ואליד באדיר‎; род. 12 марта 1974[…], Кафр-Касем, Центральный округ) — израильский футболист и тренер.

## Клубная карьера
Бадир считался перспективным футболистом, он играл за молодёжные клубы «Хапоэль» (Кафр-Касем) и «Хапоэль» (Петах-Тиква), а затем был на просмотре в некоторых вторых командах клубов Премьер-лиги. Бадир играл за первую команду «Хапоэля» (Петах-Тиква) в течение 7 сезонов подряд (1992—1997) и забил 19 голов.
Во время игры за «Уимблдон» Бадир забил один гол в матче чемпионата против «Манчестер Юнайтед» на «Олд Траффорд». Однако, кроме этого гола, Бадир не принёс большой пользы клубу.
В 2000/01 сезоне в начале эпохи Аврама Гранта Бадир перешёл в «Маккаби» (Хайфа). Грант до этого тренировал такие клубы, как «Бейтар» (Иерусалим) и «Маккаби» (Тель-Авив). Он сформировал из молодых игроков, таких как Бадир и Йосси Бенаюн, один из самых сильных клубов в истории израильского футбола. С «Маккаби» Бадир выиграл четыре чемпионата, уступив золото только один раз, в сезоне 2002/03 годов, когда титул выиграл тель-авивский «Маккаби».
В 2005 году, когда «Маккаби» начал широкую кампанию по усилению состава южноамериканскими игроками, такими как Густаво Бокколи и Роберто Колаутти, Бадир подписал контракт с «Хапоэлем» (Тель-Авив) и стал его основным игроком в сезоне 2005/06. Клуб занял второе место после хайфского «Маккаби» и выиграл Кубок Израиля по футболу, с тех пор Бадир стал капитаном команды.
26 августа 2013 года на стадионе «Блумфилд» болельщики «Хапоэля» устроили благодарственную овацию по случаю прощального матча Бадира в форме клуба, после чего он официально ушёл в отставку.
В мае 2015 года назначен помощником главного тренера тель-авивского «Хапоэля». 3 сентября 2015 года, после отставки главного тренера, назначен на эту должность.

## Сборная Израиля
Бадир сыграл 74 матча за национальную сборную Израиля и забил 12 голов — этот результат входит в 20 лучших за всю историю сборной. Его дебют состоялся 5 августа 1997 года в товарищеском матче против Беларуси, израильтяне выиграли со счётом 3:2.
Один из лучших матчей Бадира был сыгран в отборочном раунде чемпионата мира 2006, на 83-й минуте он забил гол в ворота Франции, чем помог своей команде вырвать ничью 1:1. Израиль не вышел в плей-офф только из-за худшей разницы мячей, чем у Швейцарии.